# Cesinów-Las
Cesinów-Las – wieś sołecka w Polsce położona w województwie mazowieckim, w powiecie grójeckim, w gminie Błędów.
| SIMC    | Nazwa        | Rodzaj    |
| ------- | ------------ | --------- |
| 0614802 | Konstantynów | część wsi |

W latach 1975–1998 miejscowość administracyjnie należała do województwa radomskiego.